# Reverência

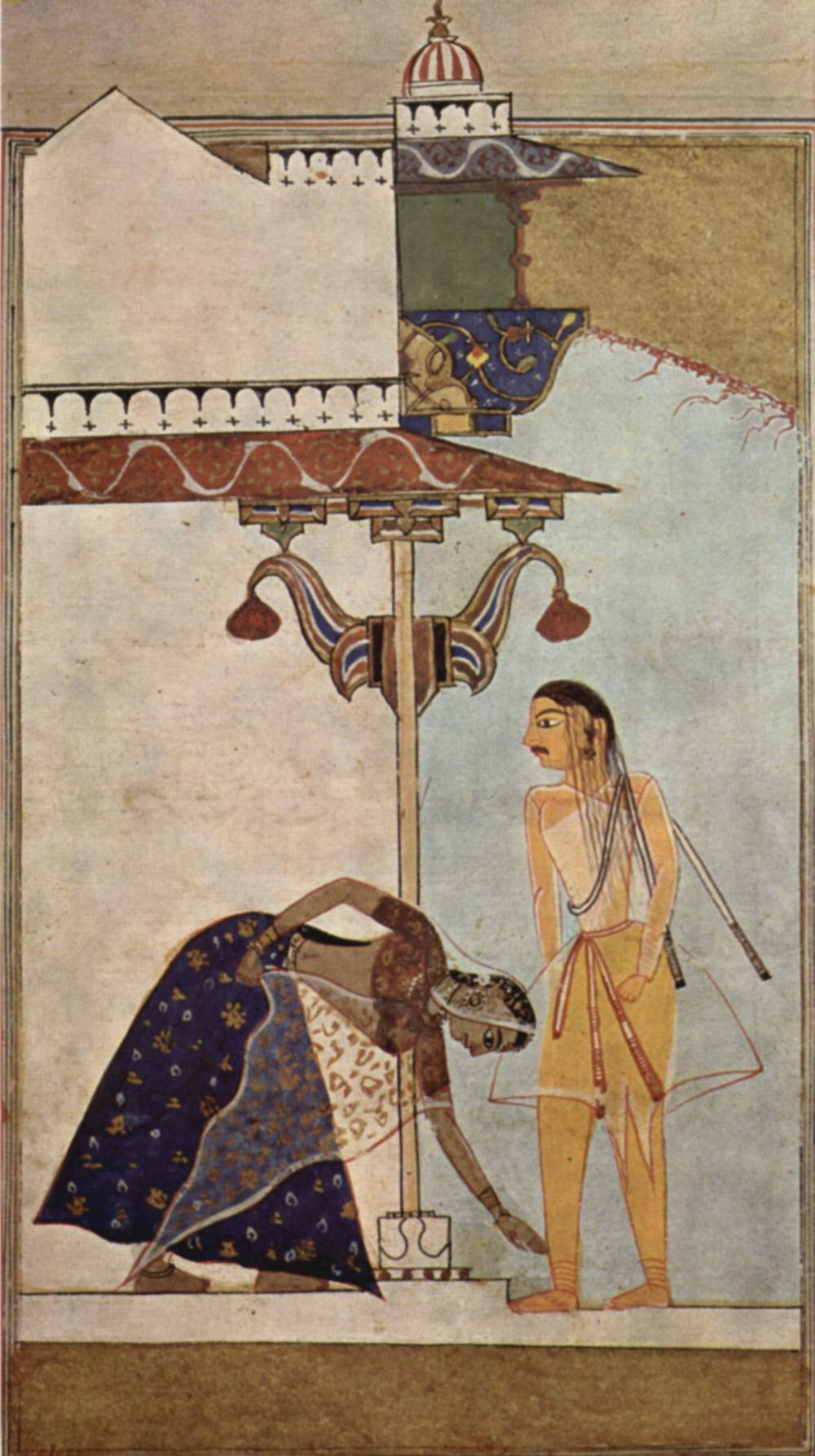
Reverência

Uma reverência (português brasileiro) ou vénia (português europeu), ou inclinação é o ato de baixar o tronco e a cabeça como um gesto social em direção a outra pessoa ou símbolo. É mais proeminente nas culturas asiáticas, mas também é típico da nobreza e aristocracia de muitos países e distintamente na Europa. Por vezes, o gesto pode ser limitado a abaixar a cabeça, como na Indonésia. É bastante proeminente na China, Coreia, Taiwan, Japão e Vietnã onde este gesto pode ser executado de pé ou ajoelhado.

## Na Europa

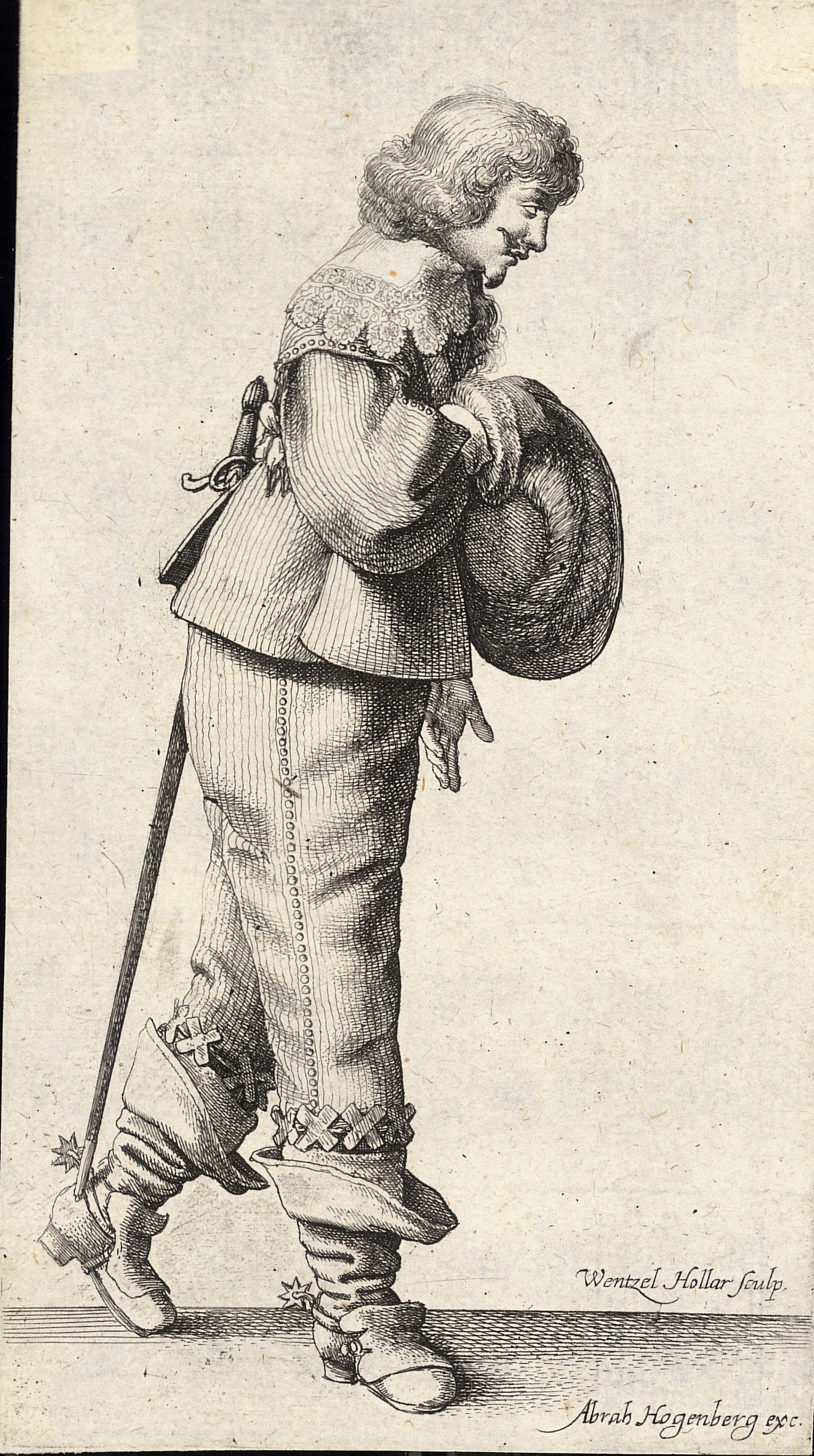
Homem em posição reverencial

Nas culturas europeias - desconsiderando as reverências feitas por artistas no palco ao fecharem-se as cortinas - a reverência é tradicionalmente praticada de modo exclusivo pelos homens. As mulheres, por outro lado, fazem uma gesticulação similar chamada "cortesia". A inclinação da curvatura estava relacionada à diferença na classe social ou grau de respeito ou gratidão. Na Europa moderna, os círculos da corte eram realizados pelos homens que deveriam "reverenciar e arrastar o pé". "Arrastar o pé" se refere a puxar a parte de trás da perna direita enquanto se reverencia, de modo que o pé direito se arraste no chão ou na terra. O homem tem o costume de, enquanto executa essa reverência, posicionar horizontalmente sua mão esquerda, passando-a pelo abdômen, enquanto a mão direita é afastada de seu corpo. A reverência social foi praticamente extinta, exceto em alguns procedimentos muito formais, embora continue presente em algumas culturas em que os homens beijam as mãos das mulheres, ação que faz necessário a inclusão de uma reverência.
Nos tribunais ingleses, outros advogados e escrivães (de ambos os sexos) devem executar uma breve reverência com a cabeça apenas ao juiz ao entrar ou deixar um tribunal que está em sessão. Gestos similares são feitos ao Presidente da Câmara dos Comuns ao entrar ou deixar a sala da Câmara dos Comuns em sessão, e ao Monarca por seus funcionários.
- abdômen: abdome
- reverência: vénia
- reverências: vénias